# Miss Supranacional Estados Unidos
Miss Supranacional Estados Unidos (en inglés: Miss Supranational USA) es un concurso de belleza nacional en Estados Unidos. Se encarga de seleccionar a la representante del país para el concurso Miss Supranacional.
La actual Miss Supranacional Estados Unidos es Jenna Dykstra de Minnesota.

## Ganadoras
: Declarada como ganadora
     : Terminó como finalista
     : Terminó como una de las semifinalistas o cuartofinalistas
     : Terminó como ganadora de premios especiales
| Año  | Miss Supranacional Estados Unidos | Edad | Estado             | Ciudad natal  | Posición en Miss Supranacional | Premios especiales                 |
| ---- | --------------------------------- | ---- | ------------------ | ------------- | ------------------------------ | ---------------------------------- |
| 2011 | Krystelle Khoury                  | 19   | California         | Los Angeles   | Cuarta finalista               |                                    |
| 2012 | Yamile Mufdi                      | 26   | Florida            | Miami         | No clasificó                   |                                    |
| 2013 | Kristy Abreu                      | 19   | Nueva York         | Westchester   | No clasificó                   |                                    |
| 2014 | Allyn Rose                        | 26   | Maryland           | Baltimore     | Tercera finalista              | - Miss Fashion World               |
| 2015 | Kelly Kirstein                    | 26   | Míchigan           | Mount Clemens | Top 20                         |                                    |
| 2016 | Alexis Sherril                    | 24   | Carolina del Norte | Durham        | No clasificó                   |                                    |
| 2017 | Marlene Mendoza                   | 27   | Nueva Jersey       | Paterson      | No clasificó                   |                                    |
| 2018 | Katrina Dimaranan                 | 25   | California         | Union City    | Primera finalista              | - Best Body Figure                 |
| 2019 | Regina Gray                       | 28   | Wisconsin          | Milwaukee     | Top 10                         | - Supra Model of the Year          |
| 2021 | Shivali Patel                     | 24   | Carolina del Norte | Raleigh       | No clasificó                   |                                    |
| 2022 | Sofia Acosta                      | 26   | Florida            | Miami         | No clasificó                   |                                    |
| 2023 | Rylee Spinks                      | 22   | Nevada             | Sparks        | No clasificó                   | - Supra Model of the Year (Top 10) |
| 2024 | Jenna Dykstra                     | 28   | Minnesota          | Clearwater    | Primera finalista              |                                    |